# 양하
양하(蘘荷, 제주어: 양애, 영어: myoga, Japanese ginger)는 열대 아시아 원산지의 여러해살이 풀로 학명은 Zingiber mioga이다.

## 특징
열대 아시아 원산의 여러해살이풀로 높이는 1 m 내외이다. 잎은 2줄로 어긋난다. 잎새는 30 cm 정도의 긴 타원형으로 끝이 가늘고 뾰족하다. 잎집부분은 줄기를 감싸고, 겨울에 땅윗부분은 마른다. 땅속부분으로 다육질의 땅속줄기가 옆으로 뻗고, 초가을에 땅속줄기의 마디부분에서 꽃줄기가 나오며 그 끝이 땅 위로 드러나서 꽃이삭이 달린다. 꽃이삭은 다수의 꽃턱잎이 좌우 2줄로 겹쳐 있으며 전체는 길이 5~7 cm로 약간 편평한 모양이다. 꽃턱잎은 홍갈색이고 꽃턱잎 사이에서 담황색의 꽃이 1개씩이다. 드물게 열매를 맺고 흰 헛종피에 싸인 구형의 검은 종자가 여문다.

## 이용
꽃이삭은 꽃양하라고 하며 식용한다. 어린 줄기를 어두운 곳에서 연백도장한 것을 양하죽이라 하며 식용한다. 양하는 번식력이 강해 갈지 않아도 잘 자라는데 겨울에 겉겨 등을 깔아주면 추위에 상하지 않고 이듬해 봄에 일찍 발아한다. 양하죽을 얻을 때에는 발아 전에 50 cm 정도 간격으로 심고 흙과 겉겨를 덮는다. 또한 그루터기를 캐어 온실에서 마찬가지로 덮고 연화촉성시키는 것도 있다. 품종은 여름에 꽃이 피는 작은 여름양하와 가을에 피는 큰 가을양하가 있다.